# Mama Africa
| Оценки критиков | Оценки критиков |
| Источник        | Оценка          |
| --------------- | --------------- |
| Allmusic        | [ 1 ]           |

Mama Africa — шестой альбом ямайского певца, гитариста и композитора Питера Тоша, выпущенный в 1983 году на лейбле EMI Records.

## Список композиций
Композитором всех композиций является Питер Тош, за исключением указанных случаев
1. «Mama Africa» - 7:56
2. «Glass House» - 5:52
3. «Not Gonna Give It Up» - 5:48
4. «Stop That Train» - 4:02
5. «Johnny B. Goode» (Chuck Berry) - 4:04
6. «Where You Gonna Run» (Donald Kinsey) - 4:09
7. «Peace Treaty» - 4:21
8. «Feel No Way» - 3:31
9. «Maga Dog» - 4:30

Бонус-треки на The Definitive Remasters (2002) EMI CD release
10. «Johnny B. Goode» (Long Version) 6:55
11. «Where You Gonna Run» (Long Version) 6:35
12. «Mama Africa» (Version) 4:00

## Участники записи
- Peter Tosh — вокал, клавикорд
- Leebert "Gibby" Morrison, Robbie Shakespeare — бас-гитара
- Carlton "Santa" Davis, Sly Dunbar — ударные
- Darryl Thompson, Donald Kinsey, Ed Edizalde — гитара
- Mikey Chung, Steve Golding — ритм-гитара
- Byron Allred, Peter Couch — клавиши
- Robert Lyn — орган
- Skully, Uziah Thompson — перкуссия
- Keith Sterling — фортепиано
- Dean Fraser — саксофон
- Ronald "Nambo" Robinson — тромбон
- Arnold Brackenridge, David Madden, Junior Chico Chin — труба
- Jon Paris — гармоника
- Audrey Hall, Betty Wright, Donald Kinsey, Dorett Myers, Pam Hall, Raymond Hall, The Tamlins — бэк-вокал

## Позиция в чартах
| Чарт (1983)                   | Позиция |
| ----------------------------- | ------- |
| Australia (Kent Music Report) | 47      |
| US Billboard 200              | 59      |